# Архієпархія Клермона

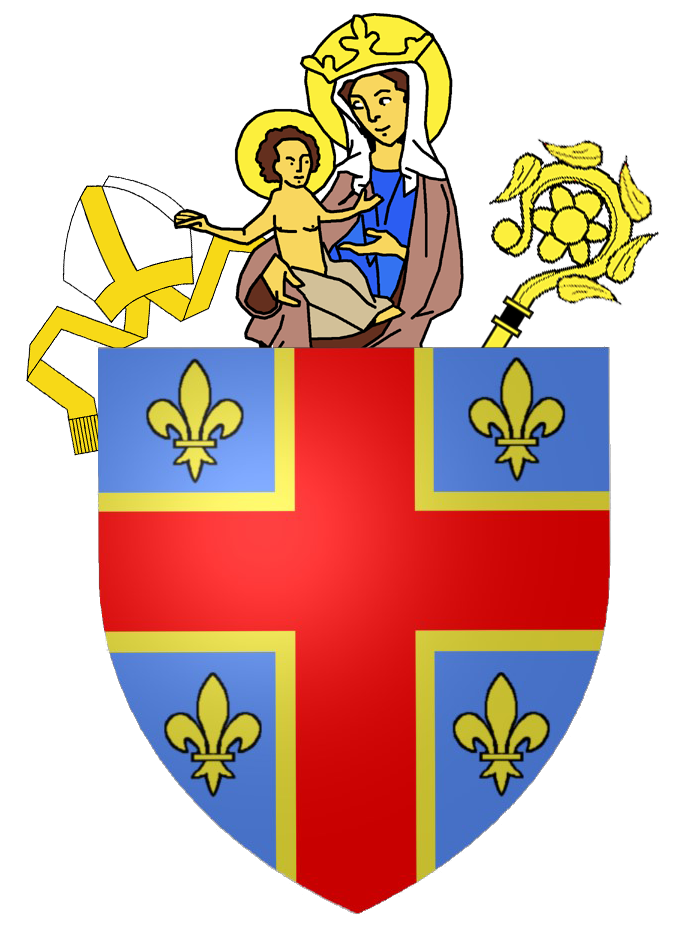
Герб архієпархії Клермона

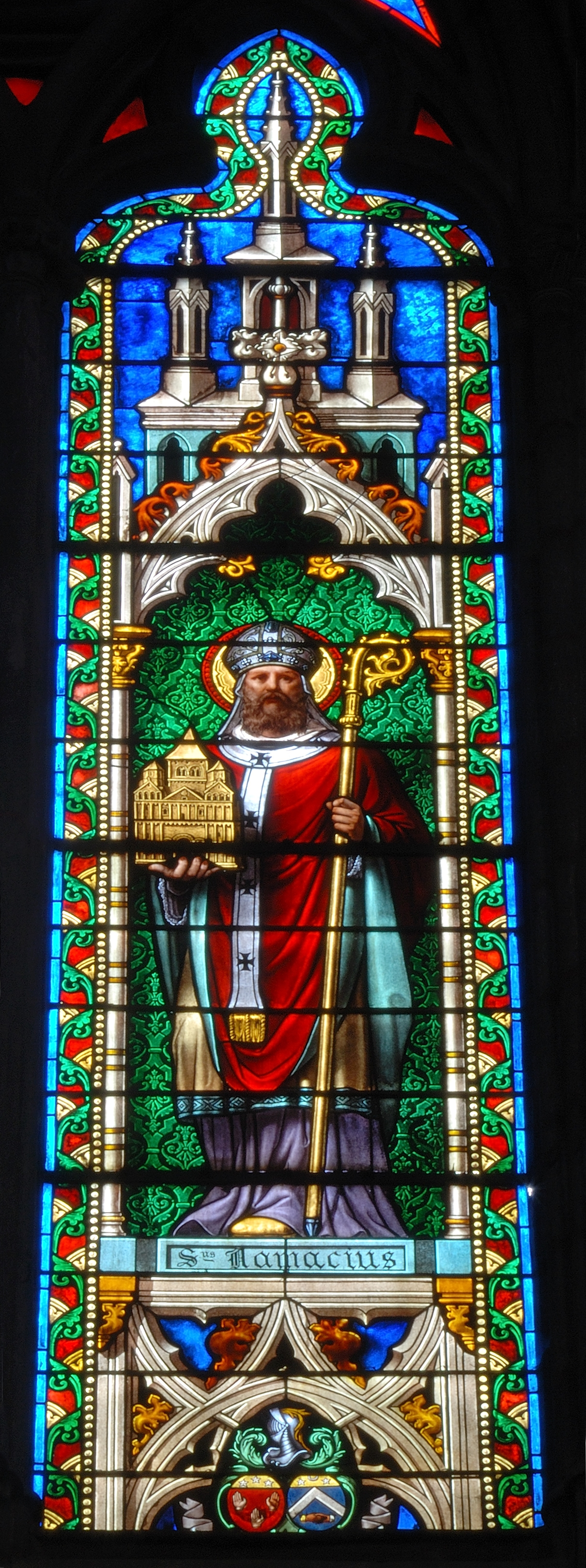
Вітраж святого Намація, Собор Пресвятої Діви Марії, Клермон, Франція

Архієпа́рхія Клермо́на (лат. Archidioecesis Claromontana) — архієпархія Римо-католицької церкви з центром у місті Клермон-Ферран, Франція. Архієпархія Клермона поширює свою юрисдикцію на територію департаменту Пюї-де-Дом. До митрополії Клермона входять єпархії Ле-Пюї-ан-Веле, Мулена, Сен-Флура. Кафедральним собором архієпархії Клермона є церква Вознесіння Діви Марії.

## Історія
Єпархія Оверні була заснована у III столітті. Первинно єпархія Оверні входила до складу митрополії Буржа. За легендою єпископом єпархії Оверні був святий Австремоній.
У XI та XII століттях єпархія Оверні мала важливе значення в історії католицької церкви. Єпархію кілька разів відвідували римські папи. 1095 року Овернь відвідав папа Урбан II, 1106 року — Пасхалій II, 1120 — Калікст II, 1130 — Іннокентій II та 1164 року — Олександр III.
Наприкінці XII століття єпархія Оверні почала називатись єпархією Клермона.
9 липня 1317 року єпархія Клермона передала частину своєї території новій єпархії Сен-Флура.
29 листопада 1801 року після конкордату з Францією територія єпархії Клермона була збільшена за рахунок ліквідованої єпархії Ле-Пюї-ан-Веле.
27 липня 1817 року єпархія Клермона передала частину своєї території єпархії Мулена.
26 жовтня 1822 року була відновлена єпархія Ле-Пюї-ан-Веле, яка виділилась із єпархії Клермона.
16 грудня 2002 року єпархія Клермона була зведена в ранг архієпархії.

## Ординарії архієпархії
| - єпископ святий Австремоній (III–IV століття); - єпископ святий Урбік; - єпископ Легоній; - єпископ святий Іллідій (384); - єпископ святий Непоціан; - єпископ святий Артемій - єпископ святий Венеранд (? — 423); - єпископ святий Рустик; - єпископ святий Намацій; - єпископ Епархій; - єпископ святий Сидоній Аполлінарій (471–486); - єпископ Абрункул; - єпископ святий Євфрасій Клермонський (491–515); - єпископ Аполлінарій II; - єпископ святий Квінціан (523); - єпископ святий Галл I (525–551); - єпископ Кавтін (554–572); - єпископ святий Авіт (572–594); - єпископ святий Цезарій (627); - єпископ Августин (625) - єпископ святий Галл II (650); - єпископ святий Генезій (662); - єпископ Гіроїнд; - єпископ Фелікс; - єпископ Гарівальд; - єпископ святий Преєкт (676); - єпископ святий Авіт II (676–691); - єпископ святий Боніт (623–710); - єпископ Нордеберт; - єпископ Прокул; - єпископ Стефан I (761); - єпископ Адеберт (785); - єпископ Бернуїн (811); - єпископ святий Стабілій (823–860); - єпископ Сігон (863); - єпископ Егільмар Клермонський (875–891) ; - єпископ Адалард (910); - єпископ Арнольд (912); - єпископ Бернард; - єпископ Стефан II (942–984) ; - єпископ Бегон (980–1010); - єпископ Стефан III (1010–1014) ; - єпископ Стефан IV (1014–1025); - єпископ Ренкон (1030–1053); - єпископ Стефан V де Поліньяк (1053–1073); - єпископ Гільйом де Шамальєр (1073–1077); - єпископ Дюранд (1077–1095); - єпископ Гільйом де Баффі (1096–1103); - єпископ П'єр Ру (1104–1111); | - єпископ Емерік (1111–1150); - єпископ Стефан VI де Меркер (1151–1169); - єпископ Понс де Поліньяк (1170–1189); - єпископ Жільбер (1190–1195); - єпископ Робер д'Овернь (1195–1227); - єпископ Юг де ла Тур дю Пен (1227–1249); - єпископ Гі де ла Тур дю Пен (1250–1286); - єпископ Емар де Кро (1286–1297); - єпископ Жан Еселен (1298–1301); - єпископ П'єр де Кро (1302–1304); - єпископ Обер Еселен де Монтегю (1307–1328); - єпископ Арно Роже де Комменж (1328–1336); - єпископ Раймон д'Аспе (1336–1340); - єпископ Козімо Етьєн Обер (1340–1342) — обраний папою римським під іменем Іннокентія VI; - єпископ П'єр Андре (1342–1349); - єпископ П'єр д'Егрефей (1349–1357); - єпископ Жан де Мелло (1357–1376); - єпископ Анрі де Ла Тур (1376–1415); - єпископ Мартен Гуж де Шарпень (1415 −1444); - єпископ Жак де Комборн (1445–1474); - єпископ Антуан Аллеман (1475–1476); - єпископ Карл I де Бурбон (1476–1488); - єпископ Карл II де Бурбон (1489–1504); - єпископ Жак д'Амбуаз (1505–1516); - єпископ Тома Дюпра (1517–1528); - єпископ Гійом Дюпра (1529–1560); - єпископ Бернардо Сальв'яті (1561–1567); - єпископ Антуан де Сен-Нектер (1567–1584); - єпископ Франсуа де Ла Рошфуко (1585–1609); - єпископ Антуан Роз (1609–1614); - єпископ Жоакім д'Естен (1614–1650); - єпископ Луї д'Естен (1650–1664); - єпископ Жільбер де Вені д'Арбуз (1664–1682); - єпископ Мішель де Кастаньє; - єпископ Клод II де Сен-Жорж (1684–1687); - єпископ Франсуа Бошар де Сарон (1687–1715); - єпископ Луї де Бальзак Ільє д'Антраг (1716–1717); - єпископ Жан-Батіст Массійон (1717–1742); - єпископ Франсуа-Марі Ле Местр де Ла Герлей (1743–1775); - єпископ Франсуа де Бональ (1776–1800); - єпископ Жан-Франсуа Пер'є (1791–1802); - єпископ Шарль-Антуан-Анрі Дю Валк де Дамп'єр (1802–1833); - єпископ Луї-Шарль Ферон (1833–1879); - єпископ Жан-П'єр Буайє (1879–1892); - єпископ П'єр-Марі Бельмон (1893–1921); - єпископ Жан-Франсуа-Етьєн Марна (1921–1932); - єпископ Габріель-Еммануель-Жозеф Піге (1933–1952); - єпископ П'єр-Абель-Луї Шаппо де Ла Шаноні (1953–1973); - єпископ Жан Луї Жозеф Дардель (1974–1995); - архієпископ Іполит Симон (1996 — дотепер); |  |